# Alumotantita
L'alumotantita és un mineral de la classe dels òxids. Rep el seu nom de l'alumini i el tàntal, elements presents a la seva composició química.

## Característiques
L'alumotantita és un òxid de fórmula química AlTaO₄. Cristal·litza en el sistema ortoròmbic. Forma cristalls euèdrics i subèdrics, de fins a 1 mil·límetre, allargats amb secció transversal ròmbica a rectangular. La seva duresa a l'escala de Mohs és 7,5.
Segons la classificació de Nickel-Strunz, l'alumotantita pertany a «04.DB - Metall:Oxigen = 1:2 i similars, amb cations de mida mitja; cadenes que comparteixen costats d'octàedres» juntament amb els següents minerals: argutita, cassiterita, plattnerita, pirolusita, rútil, tripuhyita, tugarinovita, varlamoffita, byströmita, tapiolita-(Fe), tapiolita-(Mn), ordoñezita, akhtenskita, nsutita, paramontroseïta, ramsdel·lita, scrutinyita, ishikawaïta, ixiolita, samarskita-(Y), srilankita, itriorocolumbita-(Y), calciosamarskita, samarskita-(Yb), ferberita, hübnerita, sanmartinita, krasnoselskita, heftetjernita, huanzalaïta, columbita-(Fe), tantalita-(Fe), columbita-(Mn), tantalita-(Mn), columbita-(Mg), qitianlingita, magnocolumbita, tantalita-(Mg), ferrowodginita, litiotantita, litiowodginita, titanowodginita, wodginita, ferrotitanowodginita, wolframowodginita, tivanita, carmichaelita i biehlita.

## Formació i jaciments
Es troba a les zones albititzades en pegmatites de granit altament fraccionades enriquides amb elements de terres rares. Es troba envoltant natrotantita i fent intercreixements amb la simpsonita. Va ser descoberta l'any 1981 al mont Vasin-Myl'k, a Voron'i Tundry (óblast de Múrmansk, Rússia).